# Faido
Faido é uma comuna da Suíça, no Cantão Tessino, com cerca de 1.551 habitantes. Estende-se por uma área de 3,76 km², de densidade populacional de 412 hab/km². Confina com as seguintes comunas: Calpiogna, Campello, Chiggiogna, Chironico, Dalpe, Mairengo, Rossura.
A língua oficial nesta comuna é o Italiano.